# 上洛
上洛在日本是“入主京都”的借代说法。日本仿照古都洛阳建立平安京東側（西侧为长安），文人墨客以洛代京，称雄藩进入京城，控制全国政局为上洛。
最初，平安京西侧（右京）仿照唐长安城设计，东侧（左京）仿照唐洛阳城设计。右京有不少沼泽，环境过于潮湿，不宜居住；于是京都的發展，主要在左京。左京效法洛陽城，于是人们使用“洛阳”（rakuyo）来指代平安京。
上洛是诸如武田信玄等战国大名追求的目标，如同中国春秋时期的“问鼎中原”（称霸诸侯）或者曹操的“挟天子以令诸侯”。但是，在日本戰國時代，只有極少數大名，比如大內義興與織田信長成功上洛。同样，京都附近的近畿地区被称为“洛中”。京都府内可见如“洛东”、“洛西”、“洛南”、“洛北”、“洛中”、“洛阳”之类的地名。近年，日本诞生了“洛阳学”，是专门用来研究古都洛阳的一门学科。
除了京都之外，奈良市在古代又被称为“平城京”，起初本打算仿照北魏的“平城京”；但北魏很快把首都迁到了洛阳，所以，奈良就仿照汉魏洛阳城建造了奈良的“平城京”。

## 相關
- 上京
- 洛陽學
- 向罗马进军